# Zamek Świecie
Zamek Świecie este o arie protejată (arie specială de conservare — SAC, sit de importanță comunitară — SCI) din Polonia întinsă pe o suprafață de 17,48 ha, integral pe uscat.

## Localizare
Centrul sitului Zamek Świecie este situat la coordonatele 53°24′15″N 18°27′36″E / 53.4041°N 18.4601°E.

## Înființare
Situl Zamek Świecie a fost declarat sit de importanță comunitară în martie 2007 pentru a proteja 1 specie de animale. Situl a fost protejat și ca arie specială de conservare în februarie 2017.

## Biodiversitate
Situată în ecoregiunea continentală, aria protejată nu include niciun habitat protejat.
La baza desemnării sitului se află o specie protejată de  mamifere: liliac cârn (Barbastella barbastellus).